# Klintum (Föhr)
Klintum (friesisch: Klantem, dänisch Klintum) ist ein Ortsteil der Gemeinde Oldsum auf der Nordseeinsel Föhr.

## Geographie
Klintum liegt zwischen Oldsum im Westen und Toftum im Osten an der Grenze von Geest und Marsch. Das Dorf wurde als Reihendorf angelegt, in dem jeweils mehrere Höfe zu „Zellen“ zusammengelegt wurden. Klintum geht ohne Siedlungsgrenze in die beiden Nachbarorte über.

## Geschichte
Der Name Klintum bezieht sich auf klint bzw. klant, „Klippe“, und -um, „Heim“. Die Nachsilbe -um tragen fast alle Föhrer Dörfer.
Bereits auf Friedrich von Warnstedts Karte von 1823 erscheinen Oldsum, Klintum und Toftum als ein zusammenhängendes Reihendorf, ohne erkennbare Siedlungsgrenzen zwischen den Orten.
Klintum bildete ab 1867 mit Oldsum die Gemeinde Oldsum-Klintum, die 1970 mit Toftum zur Gemeinde Oldsum fusionierte.
Zum Stichtag der Volkszählung am 25. Mai 1987 hatte der Ortsteil 48 Einwohner in 16 Haushalten. Bereits im Jahr 1889 wurden in der Ortschaft Klintum 16 Haushalte gezählt.

## Wirtschaft und Verkehr
Haupterwerbszweige sind Tourismus und Landwirtschaft. Die Landesstraße 214, die „Rundföhrstraße“, führt südlich an Klintum vorbei; der Ort ist über eine Kreisstraße angebunden.